# Blaasgalbladwesp
De blaasgalbladwesp (Pontania proxima) is een vliesvleugelig insect uit de familie van de bladwespen (Tenthredinidae). De wetenschappelijke naam van de soort is voor het eerst geldig gepubliceerd in 1823 door Serville.

## Uiterlijk
P. proxima is een onopvallend klein glanzend zwart wespje dat een lengte van maximaal 5 mm kan bereiken. De gallen die het wespje
veroorzaakt zijn echter wel regelmatig en eenvoudig waar te nemen. In Nederland zitten de gallen voornamelijk op schietwilg (Salix alba)
en kraakwilg (Salix fragilis) maar ook op andere soorten uit de wilgen familie Salix. Meestal zitten er meerdere gallen op een blad, vaak aan beide kanten van de hoofdnerf. De gal is glad, vlezig, ovaal- tot boonvormig, 4 mm breed en tot 8 mm lang en heeft een groene, en later gele kleur. Vooral de gallen die in de zon zitten, zijn van boven vaak donkerrood en ze worden daarom ook wel rode boongal, Wilgboongal of Wilgenboontje genoemd. De gal steekt meestal, zowel aan de bovenkant, als de onderkant van het blad uit en wordt bewoond door een enkele larve. De larve ziet eruit als een lichtgroen rupsje van 5 mm lang met donkere kop, in tegenstelling tot echte rupsen heeft het, naast de zes poten aan de thorax, op elk lichaamssegment een paar buikpoten.

## Levenswijze
Volwassen dieren zijn van Mei tot Augustus te vinden in vochtige open bosgebieden of hagen, eigenlijk overal waar wilgen groeien. In het late voorjaar gaan de vrouwtjes op zoek naar een geschikt wilgenblad om met hun legboor eitjes in te leggen. Als de larven uit de eitjes komen beginnen die het zachte bladmateriaal op te eten en dit zet het blad aan tot het maken van de boonvormige gal. Midden zomer verlaat de larve de gal en valt op de grond om daar te verpoppen. Er zijn meestal twee generaties per jaar, de soort overwintert als pop.